# Шабуни
Шабуни (біл. вёска Шабуні) — село в складі Смолевицького району Мінської області, Білорусь. Село підпорядковане Пекалинській сільській раді, розташоване в центральній частині області.